# The Monkees
The Monkees – amerykański kwartet pop-rockowy powstały w Los Angeles w roku 1966.
Zespół występował dla amerykańskiej telewizji NBC w programie o tym samym tytule. Show emitowany był w latach 1966−1968 i stał się kolekcją najbardziej popularnych wątków muzycznych. Grupę rozwiązano w roku 1970, chociaż od tego czasu kilkukrotnie próbowano ją reaktywować – ostatnio w roku 2011. W 1967 roku podczas letniego tournée zespołu supportował go Jimi Hendrix wraz z grupą The Jimi Hendrix Experience. Cover piosenki I’m a Believer napisanej przez Neila Diamonda został odtworzony przez grupę Smash Mouth i pojawił się w Soundtracku do filmu Shrek.

## Muzycy
- Davy Jones (1945–2012) – śpiew, tamburyno, marakasy, perkusja (1966–1971, 1986–1989, 1993–1997, 2001–2002, 2011–2012)
- Micky Dolenz (ur. 1942)[3] – śpiew, perkusja, gitara (1966–1971, 1986–1989, 1993–1997, 2001–2002, 2011–2012)
- Peter Tork (1942–2019)[4][5] – śpiew, instrumenty klawiszowe, gitara, gitara basowa, banjo (1966–1968, 1986–1989, 1995–1997, 2001, 2011–2012)
- Michael Nesmith (1942–2021) – śpiew, gitara, instrumenty klawiszowe, gitara basowa (1966–1970, 1986, 1989, 1996–1997, 2012)

## Dyskografia
- The Monkees (1966)
- More of The Monkees (1967)
- Headquarters (1967)
- Pisces, Aquarius, Capricorn & Jones Ltd. (1967)
- The Birds, The Bees & the Monkees (1968)
- Head (1968)
- Instant Replay (1969)
- The Monkees Present (1969)
- Changes (1970)
- Pool It! (1987)
- Justus (1996)
- Good Times! (2016)